# هیکاوا، کوماموتو
هیکاوا، کوماموتو (به لاتین: Hikawa, Kumamoto) یک منطقهٔ مسکونی در ژاپن است که در استان کوماموتو واقع شده‌است. هیکاوا  ۱۳٬۵۲۴ نفر جمعیت دارد.